# Komorane (Rekovac)
Pour les articles homonymes, voir Komorane.
Komorane (en serbe cyrillique : Коморане) est un village de Serbie situé dans la municipalité de Rekovac, district de Pomoravlje. Au recensement de 2011, il comptait 187 habitants.
Komorane est également connu sous le nom de Komarane.

## Démographie
| 1948 | 1953 | 1961 | 1971 | 1981 | 1991 | 2002 | 2011 |
| ---- | ---- | ---- | ---- | ---- | ---- | ---- | ---- |
| 595  | 576  | 515  | 456  | 388  | 315  | 254  | 187  |

|  |